# 뉴욕만

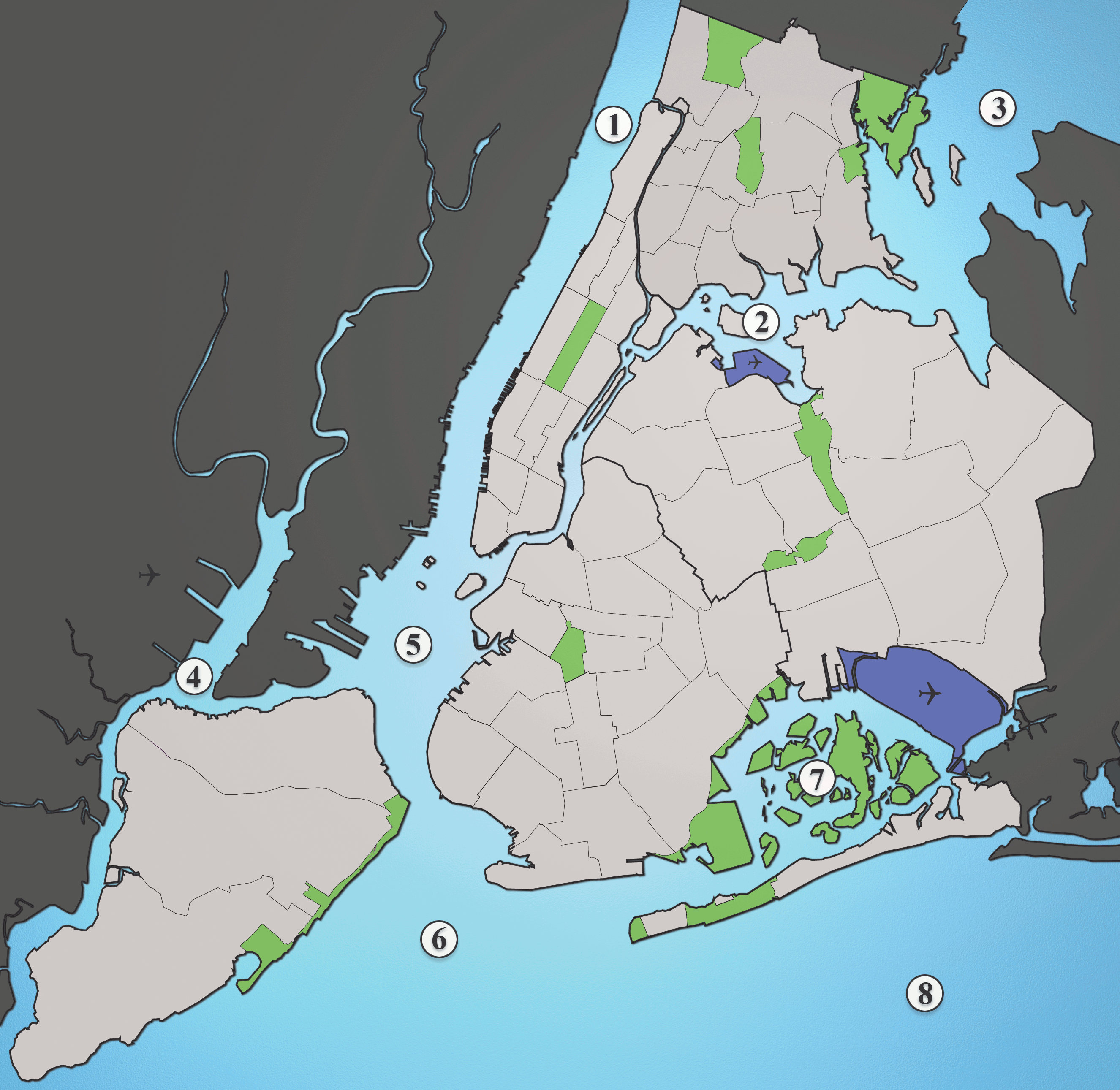
허드슨강 하구: 1. 허드슨강, 2. 이스트강, 3. 롱아일랜드 해협, 4. 뉴어크만, 5. 어퍼뉴욕만, 6. 로어뉴욕만, 7. 자메이카만, 8. 대서양

뉴욕만(New York Bay)은 대서양으로 흐르는 허드슨강에 하구의 해양 지역을 가리키며, 크게 어퍼뉴욕만과 로어뉴욕만으로 나뉜다.